# Shibuya
Shibuya (japanisch 渋谷区 Shibuya-ku, deutsch ‚Bezirk Shibuya‘, englisch Shibuya City (Eigenübersetzung der Bezirksverwaltung); Shibuya Ward (wörtliche Übersetzung)) ist einer der 23 Bezirke Tokios im Osten der japanischen Präfektur Tokio. Er befindet sich südwestlich des Zentrums von Tokio, der Hauptstadt Japans.

## Geographie
Das kommerzielle Zentrum von Shibuya mit zahlreichen Geschäften und Büros liegt um den Bahnhof Shibuya herum. Vor dem Bahnhof befindet sich die Statue des „treuen Hundes“ Hachikō, einer der bekanntesten Treffpunkte für Verabredungen in ganz Japan. Häufig finden hier Straßenkonzerte statt, mit denen japanische Musiklabels, die in der Nähe ihre Firmensitze haben, für ihre Künstler werben.
Die Einkaufsstraße Center-gai (センター街, Sentā-gai) ist neben der in Harajuku gelegenen Takeshita-dōri (竹下通り) eine der beliebtesten Einkaufsmöglichkeiten für Schüler (und vor allem Schülerinnen) aus Tokio und der weiteren Region.
Shibuya Crossing, die an der Westseite des Bahnhofs gelegene Kreuzung von Bahnhofsstraße und Center-gai, ist eine Alle-Gehen-Kreuzung und wird zu abendlichen Spitzenzeiten pro Ampelphase von bis zu 2500 Menschen überquert. Diese Fußgängerströme werden von ausländischen Medien häufig als Symbol für die Geschäftigkeit und Enge Tokios verwendet.
Der Hügel Dōgenzaka (道玄坂) ist ein Zentrum des Tokioter Nachtlebens: Hier konzentrieren sich viele Diskotheken für Jugendliche und viele Love Hotels.
Auf Grund der größten Ansammlung von Firmen aus der Informationstechnik-Branche in Japan wurde Shibuya Bit Valley genannt. Dies ist einerseits eine Anspielung auf Silicon Valley als auch ein Wortspiel mit der wörtlichen Übersetzung von Shibuya als Bitter Valley (bitteres Tal).

### Stadtteile (Auswahl)
- Der Stadtteil Shibuya umfasst den Bahnhof Shibuya und das Hauptgeschäftszentrum östlich davon.
- In Sendagaya im Nordosten liegen einige Wettkampfstätten der Olympischen Spiele 1964.
- Rund um den Meiji-Schrein und den Yoyogi-Park (Stadtteilname Yoyogi-Kamizonochō) und den Bahnhof Harajuku sind in den Stadtteilen Jinnan und Jingū-mae zahlreiche weitere Geschäfte, das Kokuritsu Yoyogi Kyōgijō und die Zentrale des öffentlichen Rundfunksenders NHK.
- Südlich von Shibuya in den Stadtteilen Ebisu hat sich ein weiteres Büro- und Geschäftszentrum entwickelt. Im östlich angrenzenden Hiroo liegen unter anderem die Seishin-Frauenuniversität („Universität des Heiligen Herzens“) und die Pflegehochschule des Japanischen Roten Kreuzes sowie eine der teuersten Wohngegenden Tokios.
- In Stadtteilen wie Uehara oder Hatagaya im Nordwesten des Bezirks Shibuya befinden sich vermehrt Wohngebiete, westlich (außerhalb) der Yamanote-Linie wohnen zusammen mehr als zwei Drittel der Einwohner Shibuyas.

Für eine vollständige Aufzählung der Stadtteile des Bezirks, siehe Liste der Stadtteile des Tokioter Bezirks Shibuya.

## Geschichte
1932 wurden die Städte Shibuya, Senda und Yoyohata in die Stadt Tokio eingemeindet und zum Bezirk Shibuya zusammengefasst. Nach der Auflösung der Stadt Tokio 1943 ist er seit 1947 ein „Sonderbezirk“ der Präfektur Tokio.

## Wichtige Einrichtungen
- Sendezentrum der staatlichen Rundfunkgesellschaft NHK
- Olympiastadion
- Hauptsitz der Japan Basketball Association
- Shibuya 109 – größtes Einkaufszentrum des Viertels
- Hauptsitz der Universität der Vereinten Nationen
- Neues Nationaltheater
- Nintendo Store
- Meiji-Schrein

## Verkehr
- Straße:
  - Stadtautobahn Tokio
  - Nationalstraße 20, nach Chūō oder Shiojiri
  - Nationalstraße 246, nach Chiyoda oder Numazu
- Zug:
  - JR Yamanote-Linie (Ringlinie), von Yoyogi, Harajuku, Shibuya oder Ebisu
  - JR Chūō-Sōbu-Linie, von Yoyogi oder Sendagaya nach Mitaka oder Chiba
  - JR Chūō-Hauptlinie, von Yoyogi oder Sendagaya nach Tokio oder Nagoya
  - JR Saikyō-Linie, von Ebisu oder Shibuya nach Ōmiya oder Ōsaki
  - JR Shōnan-Shinjuku-Linie, von Ebisu oder Shibuya nach Ōmiya oder Kamakura
  - Tōkyō Metro Ginza-Linie, von Shibuya nach Asakusa
  - Tokyo Metro Hibiya-Linie, von Ebisu nach Meguro oder Adachi
  - Tokyo Metro Chiyoda-Linie, von Yoyogi-Uehara oder Yoyogi-kōen nach Adachi
  - Tokyo Metro Hanzōmon-Linie, von Shibuya nach Sumida
  - Toei Ōedo-Linie, von Shinjuku, Yoyogi oder Kokuritsukyōgijō nach Shinjuku oder Nerima
  - Tōkyū Tōyoko-Linie, von Shibuya oder Daikan-Yama nach Yokohama
  - Tōkyū Den’entoshi-Linie, von Shibuya nach Yamato
  - Keiō Inokashira-Linie, von Shibuya oder Shinsen nach Musashino
  - Keiō-Linie, von Sasazuka nach Hachiōji
  - Neue Keiō-Linie, von Sasazuka, Hatagaya oder Hatsudai nach Shinjuku
  - Odakyū Odawara-Linie, von Minami-Shinjuku, Sangūbashi, Yoyogi-Hachiman oder Yoyogi-Uehara nach Shinjuku oder Odawara

## Politik
- KPJ: 3
- KDP-DVP: 7
- Fraktionslos: 3
- Shibuya o egao ni suru kai („Vereinigung, die Shibuya zum Lächeln bringt“; Unabhängige): 6
- Ishin: 3
- Kōmeitō: 5
- LDP: 7

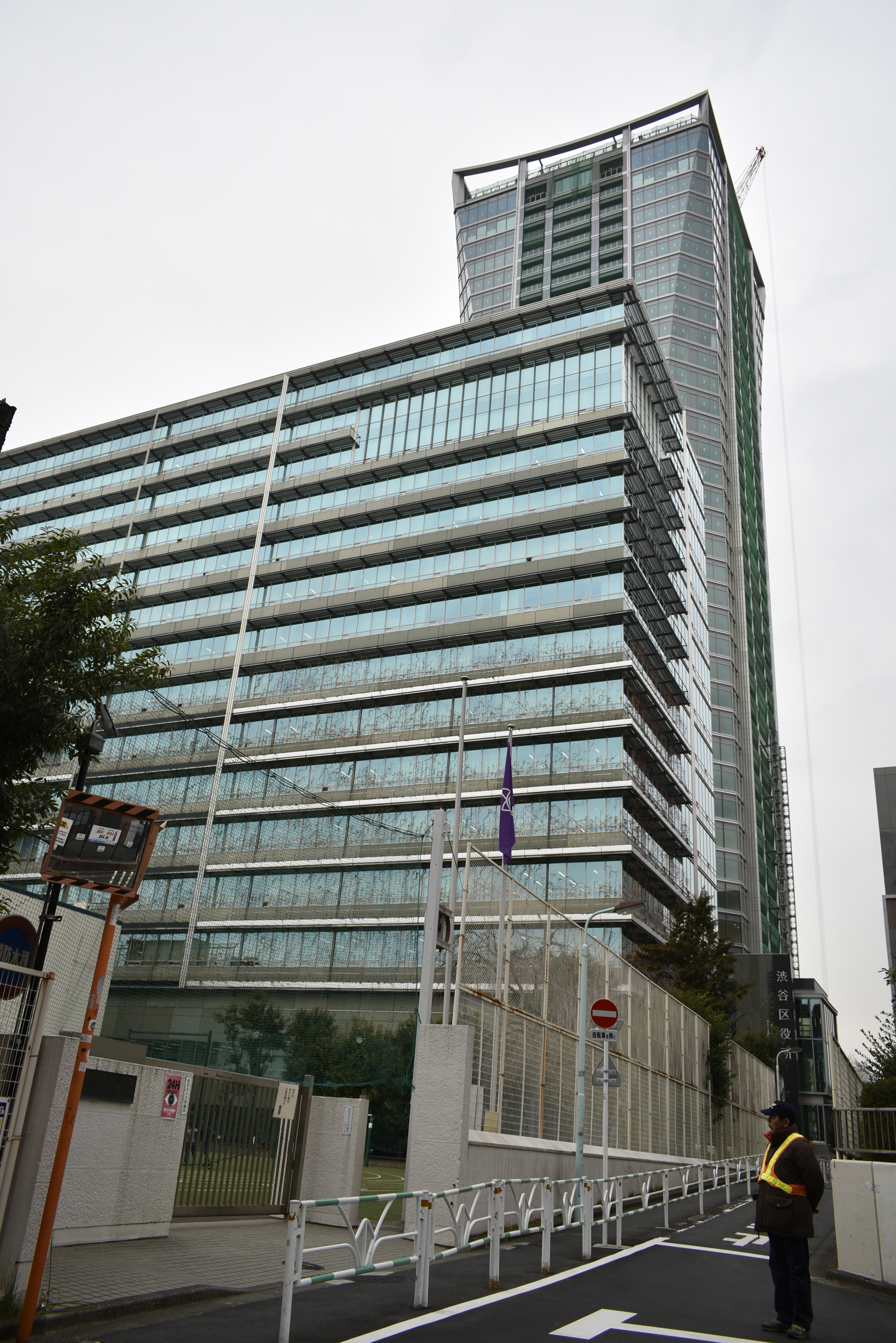
Im Januar 2019 eingeweihter Rathausneubau von Shibuya in Udagawachō

Das 34-köpfige Parlament und der Bürgermeister von Shibuya wurden beide bei den einheitlichen Regionalwahlen im April 2023 gewählt. Der seit 2015 amtierende Bürgermeister Ken Hasebe wurde mit 51,4 % der Stimmen gegen die Mitte-links-gestützte (KDP, Reiwa Shinsengumi) Ex-Bezirksparlamentsabgeordnete Kayoko Yoshida (30,6 %) und zwei weitere Kandidaten für eine dritte Amtszeit bestätigt. Für das Parlament bewarben sich 2023 62 Kandidaten. Die LDP gewann sieben Sitze, KDP und Kōmeitō je fünf, KPJ und Ishin no Kai je drei.
2015 war der Shibuya-ku die erste Gemeinde Japans, die gleichgeschlechtliche Partnerschaften von Amts wegen anerkannte. Hasebe hatte die Initiative als Abgeordneter im Bezirksparlament kurz vor seiner erfolgreichen Bürgermeisterkandidatur auf den Weg gebracht.
Für das Präfekturparlament von Tokio ist Shibuya Zweimandatswahlkreis. Bei der Wahl 2021 Teilten sich Gouverneurin Yuriko Koikes Präfekturpartei Tomin First no Kai und Konstitutionell-Demokratische Partei die Sitze.
Für das Unterhaus des nationalen Parlaments bildet Shibuya seit 2024 zusammen mit Minato (vorher Wahlkreise Tokio 1 & 2) den 7. Wahlkreis der Präfektur, den bei der Unterhauswahl 2024 der Konstitutionelle Demokrat Akihiro Matsuo, vorher unterlegener Kandidat im alten Wahlkreis 2 und kurzzeitig Verhältniswahlnachrücker, gegen die vormalige LDP-Oberhausabgeordnete Tamayo Marukawa und den ehemaligen Gouverneurskandidaten und Ishin-Unterhausabgeordneten (Verhältniswahl, Wahlkreisverlierer Tokio 1) Taisuke Ono gewann.

## Söhne und Töchter der Stadt
- Ryūtarō Hashimoto (1937–2006), 82. und 83. Premierminister von Japan
- Hisaoki Kamei (* 1939), Minister
- Kōji Nakamoto (1941–2022), Schauspieler und Komiker
- Keiko Nagaoka (* 1953), Politikerin
- Kazumi Watanabe (* 1953), Musiker
- Hiroko Kokubu (* 1959), Musikerin, Fernseh- und Radiomoderatorin
- Momoe Yamaguchi (* 1959), Sängerin
- Tōru Hashimoto (* 1969), Anwalt, Fernsehstar und Politiker

## Angrenzende Städte und Gemeinden
- Tokio: Stadtbezirke Setagaya, Shinjuku, Meguro, Nakano, Minato, Shinagawa, Suginami

## Galerie

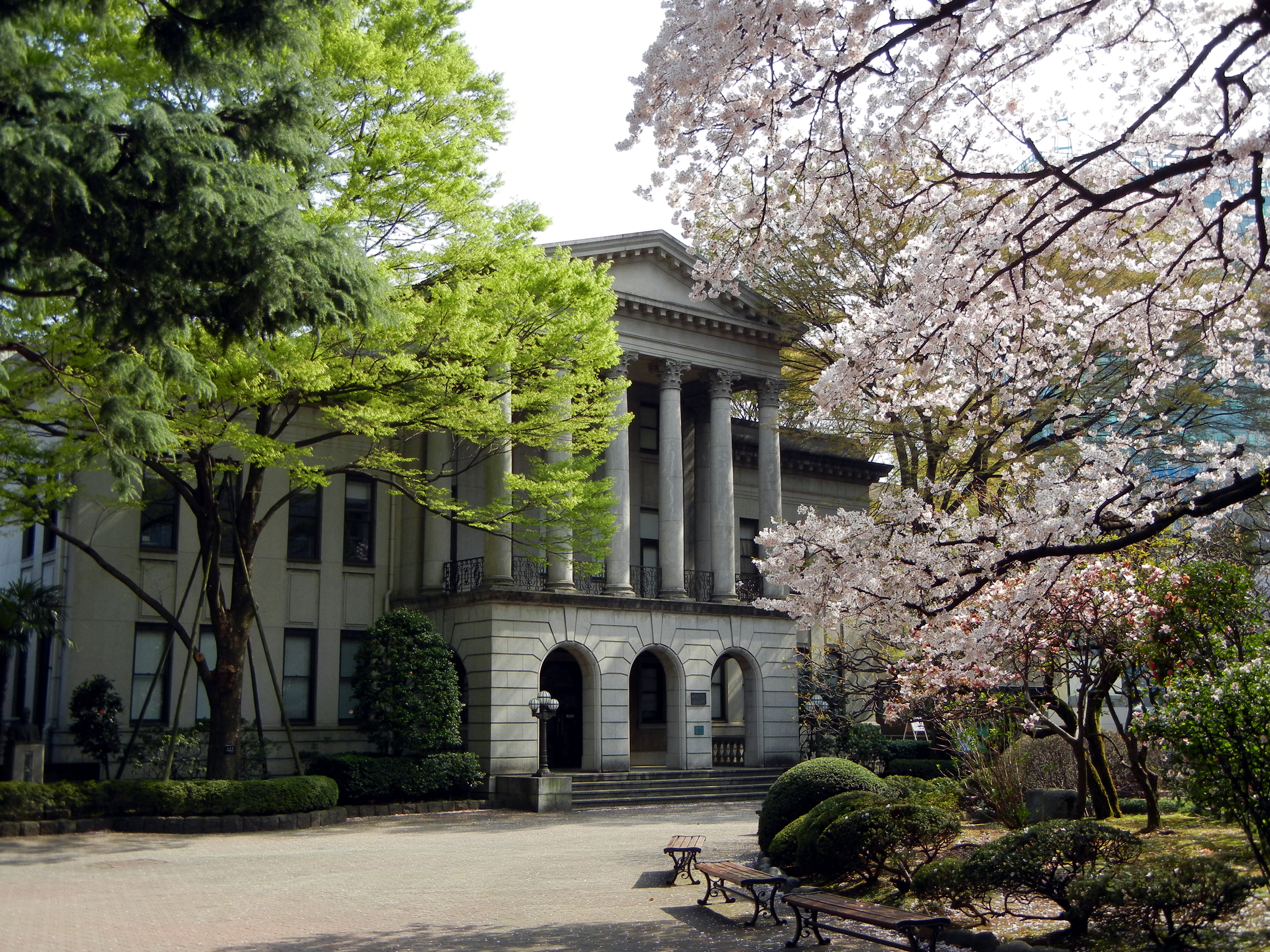
Aoyama-Gakuin-Universität
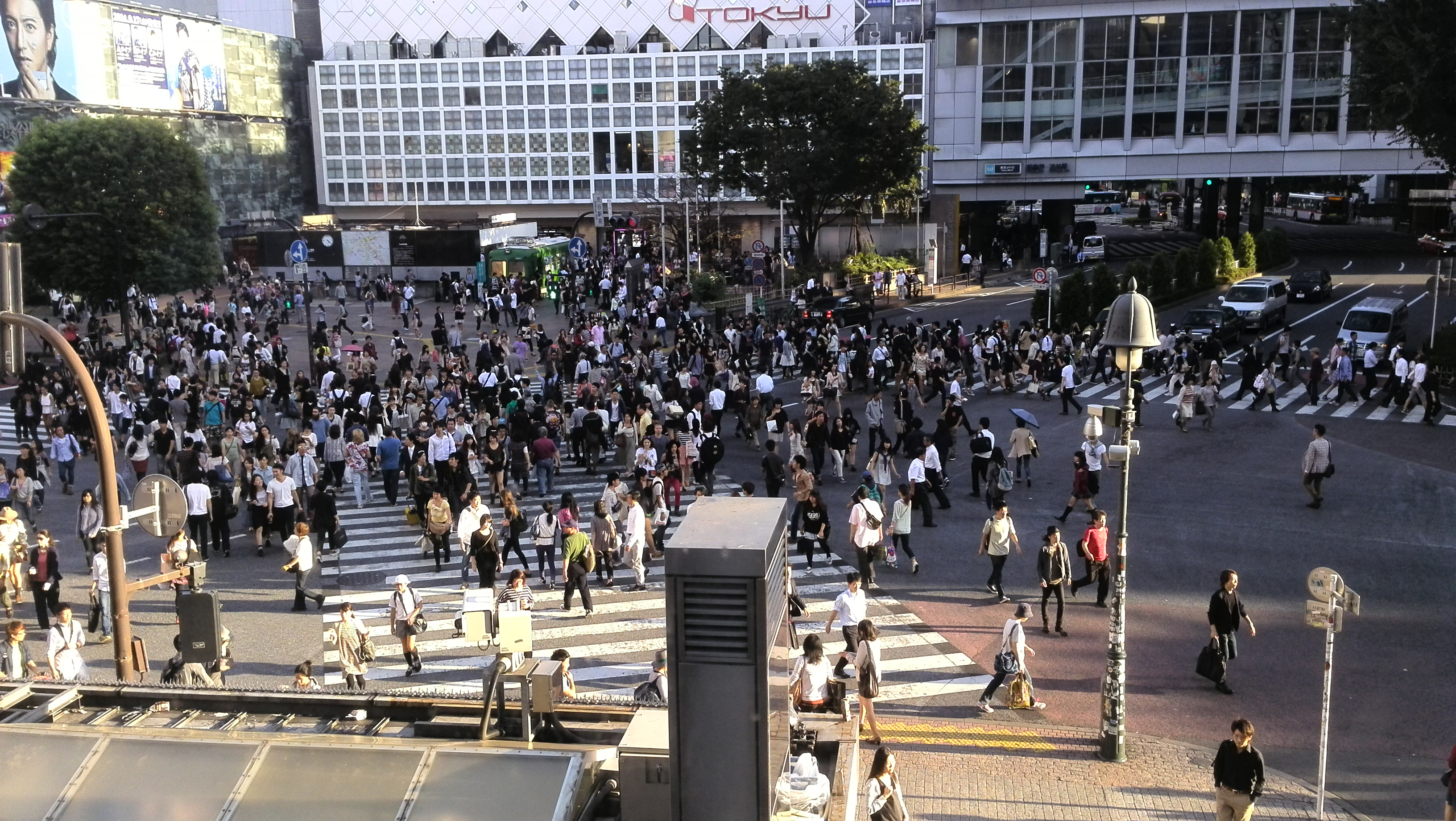
Hachikō-Platz
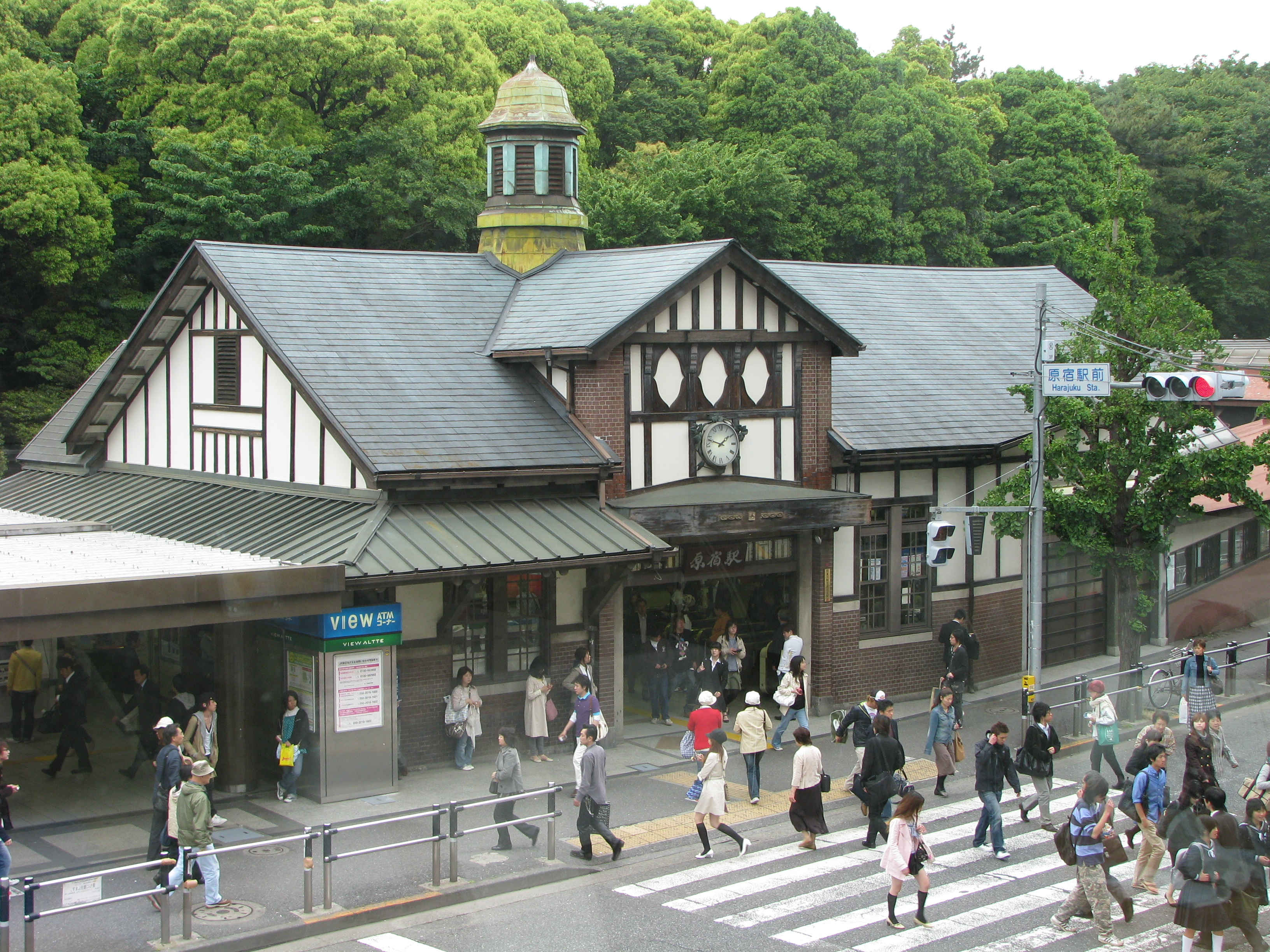
Bahnhof Harajuku
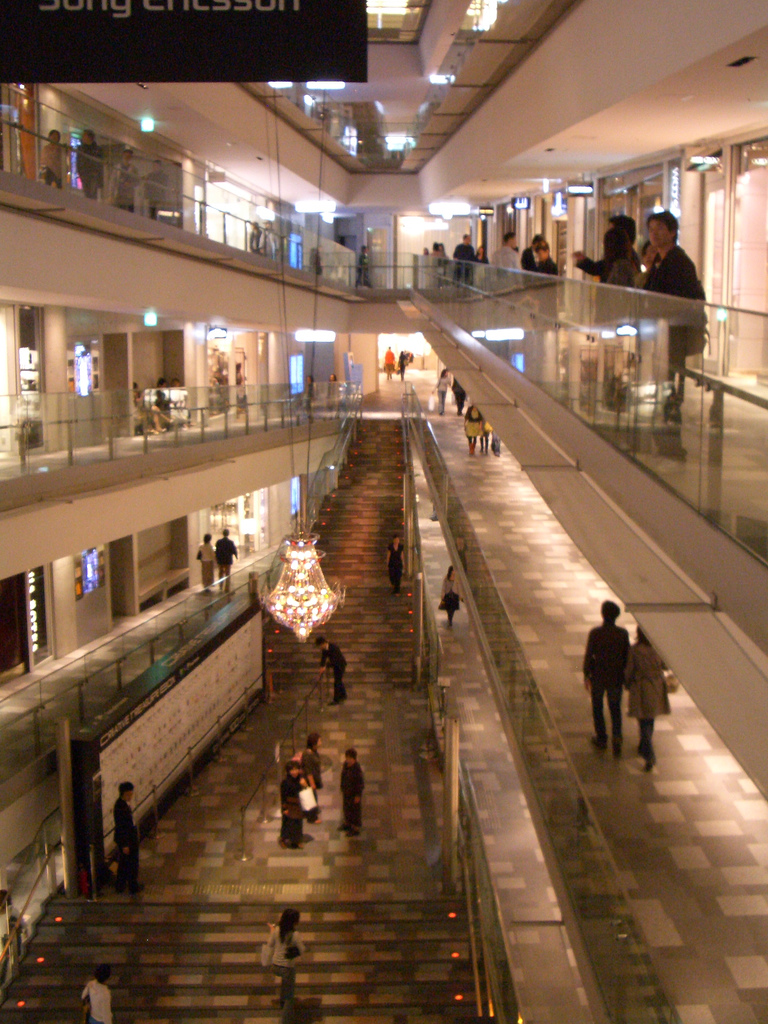
Omotesando Hills
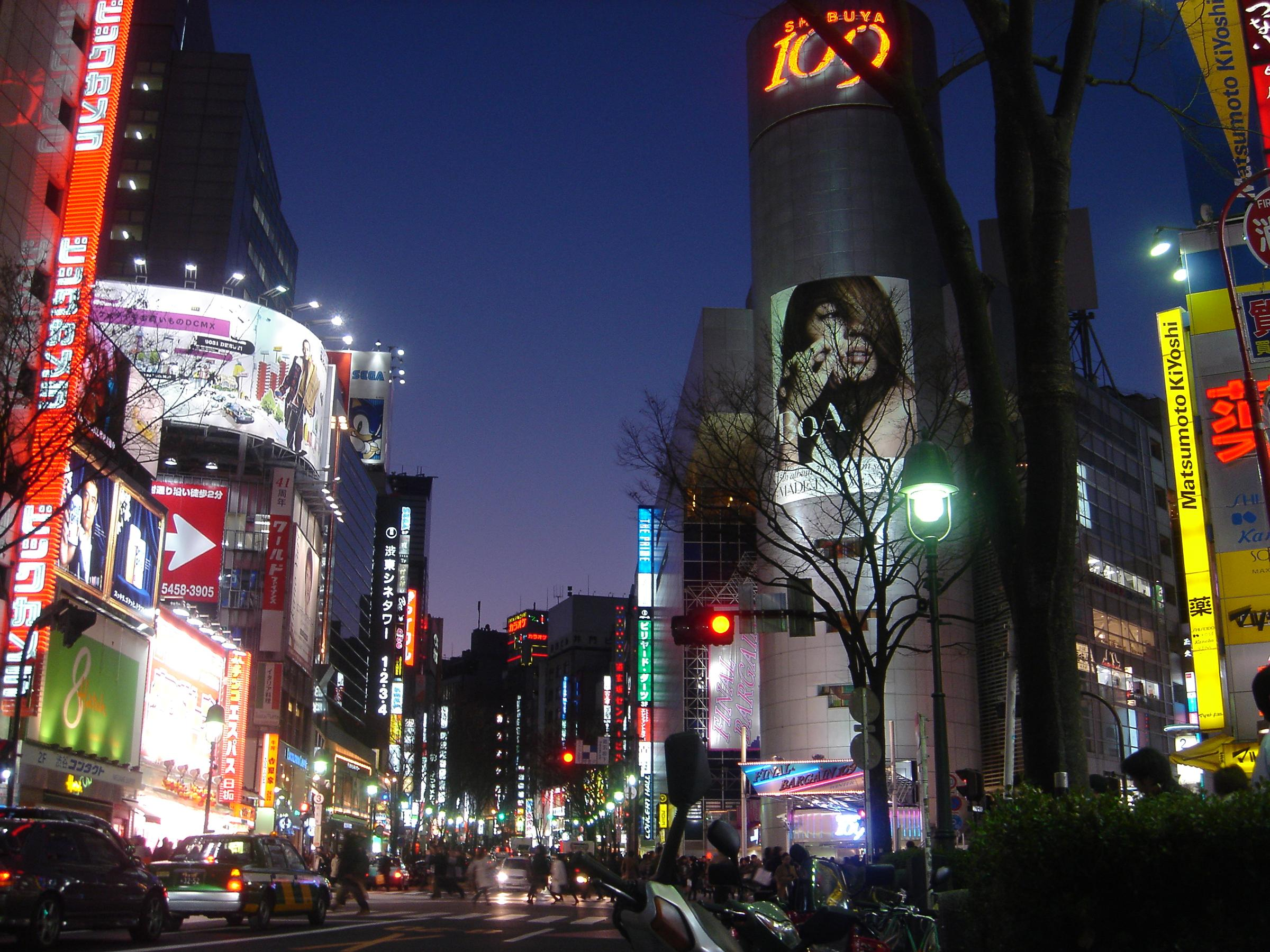
Shibuya 109
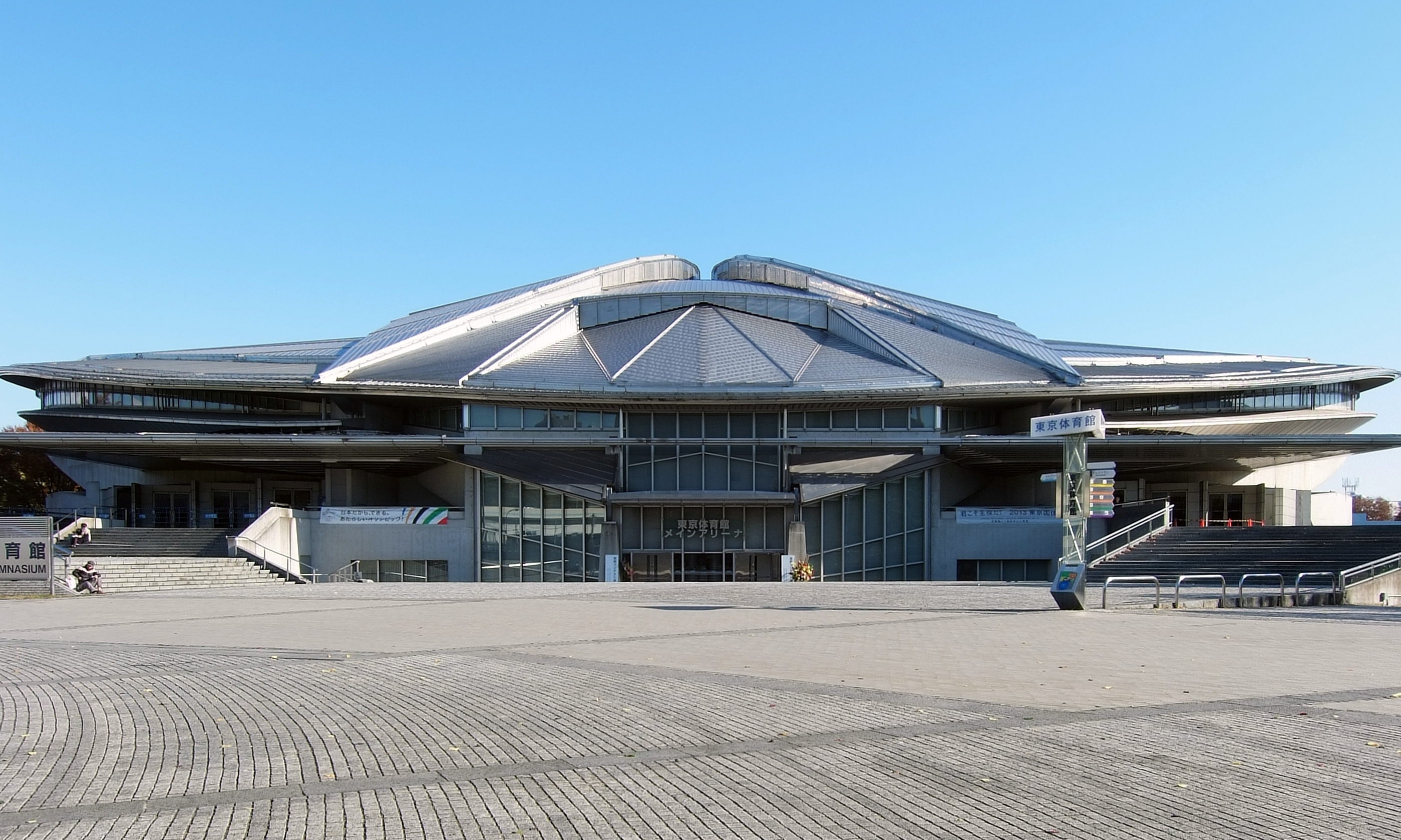
Sporthalle Tokio
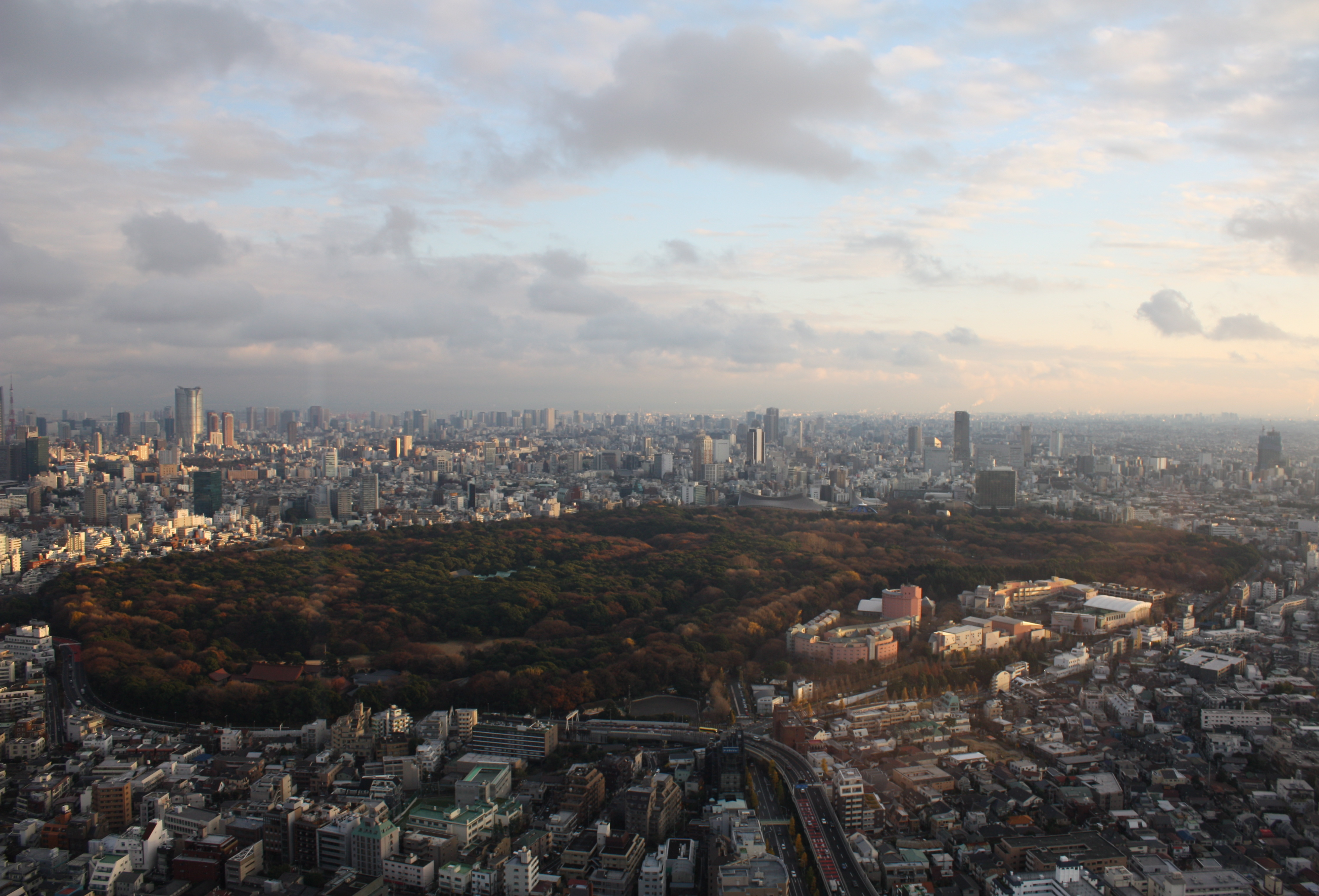
Yoyogi-Park